# Алекса Блисс
Алексис Кабрера (англ. Alexis Cabrera, в девичестве Кауфман (англ. Kaufman), род. 9 августа 1991, Колумбус) — американская женщина-рестлер, в настоящее время выступающая в WWE на бренде SmackDown под именем Алекса Блисс. Она является бывшей двукратной чемпионкой среди женщин бренда SmackDown, бывшей трехкратной чемпионкой женщин бренда Raw, а также бывшей командной чемпионкой WWE (с Никки Кросс).
Алекса Блисс является первой женщиной, выигравшей женские титулы Raw и SmackDown. Она и Никки Кросс также являются первыми двукратными женскими командными чемпионками WWE, что делает Блисс второй обладательницей женской тройной короны. В 2018 году она выиграла женский кейс Money in The Bank. Кроме того Алекса Блисс - первая женщина, победившая в женском матче по правилам Elimination Chamber. В эпизоде Raw от 18 июля 2022 года она выиграла титул чемпиона WWE 24/7.

## Ранние годы
Алекса Кауфман родилась в Колумбусе, Огайо. Уже с пятилетнего возраста она начала заниматься спортом — софтболом, лёгкой атлетикой, кикбоксингом и гимнастикой. Во время обучения в колледже она была чирлидиршей. Кроме того, она занималась бодибилдингом и участвовала в конкурсе Arnold Classic. Она также была чирлидером в средней школе Хиллиарда Дэвидсона и достигла статуса первого дивизиона в Университете Акрона, где получила степень магистра в медицинской диетологии. В возрасте 15 лет у нее было диагностировано опасное для жизни пищевое расстройство, но участие в соревнованиях по фитнесу помогло ей преодолеть его. С разрешения родителей она также сделала операцию по увеличению груди, когда ей было 17 лет, чтобы чувствовать себя более женственной, так как ее грудь оставалась маленькой от природы, когда она достигла половой зрелости, и это способствовало ее расстройствам пищевого поведения.

## Карьера в рестлинге

### NXT (2013—2016)
Не имея предварительной подготовки в реслинге, Кауфман была подписана WWE в мае 2013 года и была отправлена в подготовительное отделение компании NXT. 24 июля она дебютировала в телевизионном шоу NXT, во время которого она поздравила первую в истории чемпионку NXT среди женщин Пэйдж. В августе её профайл с именем Алекса Блисс появился на сайте WWE.com в разделе сотрудников NXT.
20 ноября она исполнила обязанность ринг-аннонсера NXT, а 6 апреля 2014 года появилась на WrestleMania XXX, где она приняла участие в церемонии выхода Трипл Эйча на ринг. 8 мая она дебютировала на ринге, приняв участие в турнире за титул чемпиона NXT среди женщин. В первом раунде она одержала победу над Алисией Фокс, но в полуфинале уступила Шарлотте.. 19 июня на шоу NXT она победила Сашу Бэнкс. В эпизоде NXT от 25 сентября Блисс впервые вышла под музыкальную тему «Blissful» на матч против Бэйли. После перерыва из-за серьезной травмы, Блисс вернулась 11 марта 2015 года на эпизоде NXT, где она победила Кармеллу.
На следующей неделе на NXT она победила чемпионку NXT среди женщин Сашу Бэнкс по отсчету в матче без титула на кону. Блисс получила титульный матч против Бэнкс на эпизоде NXT 25 марта, где она проиграла. Блисс поссорилась с Кармеллой за кулисами в апреле на 29 эпизоде NXT. После пощечины от Кармеллы Блисс утешили командные чемпионы NXT Бадди Мерфи и Уэсли Блейк, которые стояли за кулисами. На эпизоде NXT от 13 мая Блисс победила Кармеллу после того, как Блейк и Мерфи отвлекли Кармеллу. 20 мая на NXT TakeOver: Unstoppable, Блисс помогла Блейку и Мерфи сохранить командные титулы в поединке против Биг Кэса и Энцо Аморе. 27 мая на эпизоде NXT, в командном матче без титулов на кону против Элаиса и Майка Раллиса, Блейка и Мерфи на ринг сопровождала Блисс, которая теперь сменила цвет своих волос на рыжий, а также сменила свой ринговый костюм на красный с именем и маркировками, схожими с Блейком и Мерфи. В поединке победили Блейк и Мерфи, и в качестве акта унижения Блисс нанесла удар по выведенному из строя Элиасу. Позднее Блисс провела матч против Кармеллы на эпизоде NXT от 3 июня, где Блисс победила сворачиванием, попутно ухватившись за второй канат, что противоречит внутренним правилам WWE. На эпизоде NXT от 29 июля Блисс помогла Блейку и Мерфи сохранить командные титулы NXT против Водевильенов (Эйден Инглиш и Саймон Готч) и дала пощечину как Инглишу, так и Готчу после матча. Водевильянам был предоставлен матч-реванш за командные титулы NXT против Блейка и Мерфи на NXT TakeOver: Brooklyn 22 августа, где они победили после того, как Блю Пэнтс недопустила вмешательства Алексы Блисс. Также на NXT TakeOver: Brooklyn Блисс впервые вышла в своих фирменных перчатках-скелетах. На эпизоде NXT от 2 сентября Блисс победила Блю Пэнтс. В этом матче она впервые использовала свой фирменный жест рукой во время своего выхода, который она продолжала широко использовать в течение следующих пяти лет.
В октябре Блисс начала противостояние с Бэйли за женское чемпионство NXT. На эпизоде NXT от 18 ноября генеральный менеджер NXT Уильям Ригал распорядился, чтобы Блейк и Мерфи отсутствовали около ринга во время поединка. На матч за титул Алекса Блисс вышла под новую музыкальную тему «Spiteful». Блисс не удалось выиграть титул, после того как Бэйли провела свой коронный прием Bаyley-to-Belly суплекс. 13 января 2016 года на эпизоде NXT, Блисс участвовала в женской королевской битве за первое претиндентство на женский титул NXT, но проиграла. На эпизоде NXT от 18 мая Блисс и Блейк отказались от Мерфи, официально распустив трио. На эпизоде NXT 25 мая Блисс участвовала в матче тройной угрозы против Кармеллы и Наи Джакс, для определения претендента за женский титул NXT, которым владела Аска. В матче победила Ная Джакс. На эпизоде NXT 6 июля в матче против Бэйли, Блисс впервые дебютировала в образе «Богини» (англ. «Тhe Goddess»), в матче победила Бэйли. На эпизоде NXT от 17 августа Блисс участвовала в командном матче вместе с Дарьей Беренато и Мэнди Роуз, в котором они потерпели поражение от команды Кармеллы, Лив Морган и Никки Гленкросс. Кроме того это был последний матч Алексы Блисс в NXT.

### ЧемпионкаSmackDown среди женщин (2016—2017)

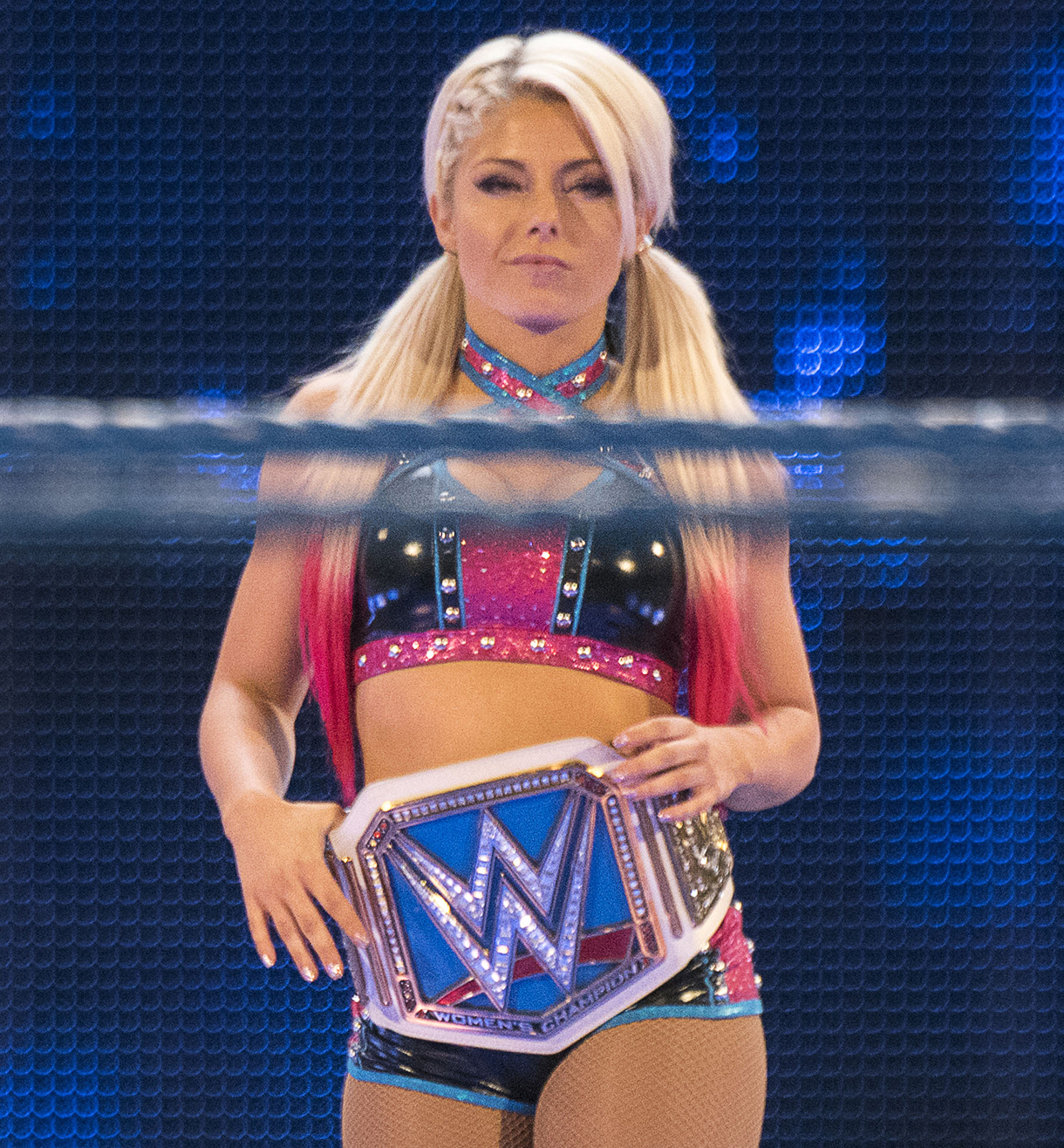
Алекса Блисс как чемпионка SmackDown среди женщин

19 июля 2016 года Блисс была выбрана на драфте WWE генеральным менеджером SmackDown и уже 26 июля она дебютировала в основном составе компании. В своём первом появлении она вступила в конфронтацию с Бекки Линч, пока в свою очередь не была прервана другими девушками бренда. 9 августа состоялся дебют Блисс на ринге. Она заменила в матче Еву Мари и одержала победу над Линч. На следующей неделе она в команде с Натальей проиграла Кармелле и Линч из-за вмешательства Мари и Наоми. Это привело к решению руководства провести на SummerSlam 2016 командный матч Блисс, Наталья и Мари против Наоми, Линч и Кармеллы. Однако, в связи с тем, что 18 августа Мари была отстранена от участия в мероприятиях WWE, её место заняла Никки Белла. На SummerSlam 2016 Блисс одержала свою первую победу на pay-per-view. 11 сентября на Backlash, Блисс участвовала в отборочном турнире, за вакантный титул чемпионки SmackDown среди женщин, в котором она потерпела неудачу, первой чемпионкой стала Бекки Линч.
На эпизоде SmackDown Live от 13 сентября Блисс победила в поединке против Никки Беллы, Кармеллы, Наоми и Натальи, получив титульный поединок против Линч на No Mercy. Однако, из-за того, что Линч получила серьезную травму, матч был перенесен на эпизод SmackDown от 8 ноября, где Линч успешно защитила титул против Блисс. Позднее Блисс стала участницей женской команды SmackDown на Survivor Series 20 ноября, где ее команда проиграла матч женской команде Raw. 4 декабря на TLC Блисс победила Линч в матче со столами и стала новой чемпионкой SmackDown среди женщин.
17 января 2017 года, на эпизоде SmackDown Live, Блисс успешно защитила свой титул против Бекки Линч в поединке со стальной клеткой после вмешательства вернувшейся Микки Джеймс, которая присоединилась к Блисс. 12 февраля Блисс проиграла титул Наоми на Elimination Chamber 2017. На эпизоде SmackDown Live от 21 февраля Блисс победила Линч и выиграла титул во второй раз после того, как Наоми была вынуждена отказаться от титула из-за травмы, став первой двукратной чемпионкой SmackDown среди женщин. Вскоре после этого дружба Блисс с Микки Джеймс распалась, и они провели матч на SmackDown Live, где Джеймс победила Блисс. 2 апреля Блисс проиграла титул Наоми в поединке с участием Кармеллы, Джеймс, Линч и Натальи на WrestleMania 33. Матч-реванш между Блисс и Наоми прошел 4 апреля на эпизоде SmackDown Live, где Блисс снова потерпела поражение.

### Чемпионка RAW среди женщин (2017—2018)

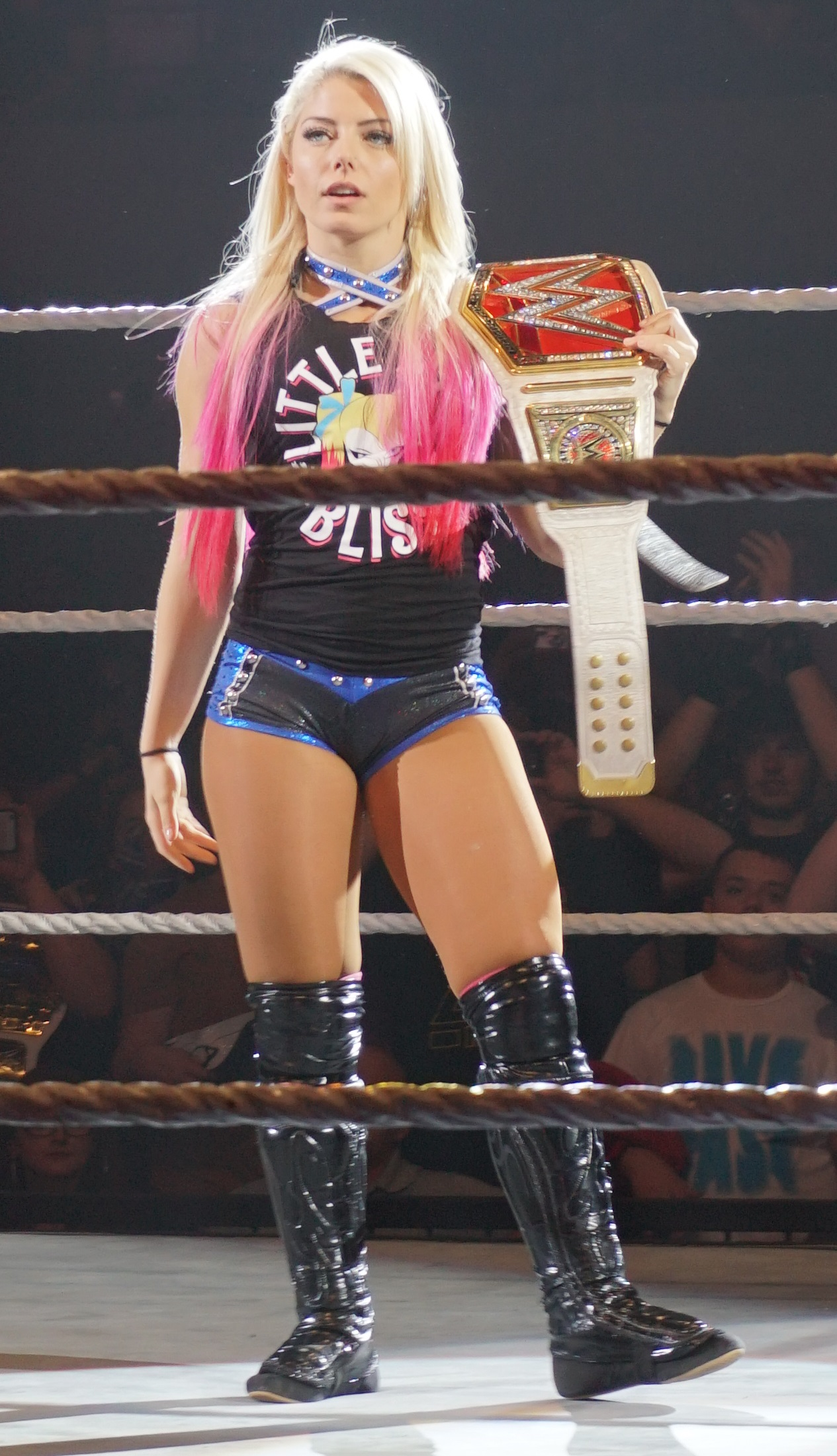
Алекса Блисс как чемпионка RAW среди женщин

10 апреля 2017 года, на эпизоде Raw, Блисс перешла на бренд Raw в рамках Superstar Shake-up. На Payback, 30 апреля, Блисс победила Бэйли и стала новой чемпионкой Raw среди женщин, став первой женщиной, выигравшей женские титулы Raw и SmackDown. В матче-реванше между ними, который состоялся 4 июня на Extreme Rules, Блисс отстояла свой титул, победив Бэйли в поединке с палкой кендо на шесте. Затем Блисс начала противостояние с Сашей Бэнкс, которую она победила 9 июля на Great Balls of Fire по отсчету. 20 августа на SummerSlam Блисс проиграла титул Бэнкс, завершив свой титульный рейн в 112 дней. Блисс вернула себе титул восемь дней спустя на Raw.
Следующая успешная защита Блисс прошла 24 сентября на мероприятии No Mercy в матче против Бэйли, Наи Джекс, Эммы и Саши Бэнкс. На TLC 2017 Блисс победила Микки Джеймс, сохранив титул, и сделав это снова на эпизоде Raw от 30 октября.
25 февраля 2018 года на Elimination Chamber Блисс выиграла первый в истории женский матч на выбывание и успешно защитила свой титул. Кроме того Блисс приняла участие в турнире Mixed Match Challenge в команде с Броуном Строумэном, где они дошли до полуфинала и потерпели поражение от победителей турнира Аски и Миза. 8 апреля на WrestleMania 34 Блисс проиграла титул Нае Джекс, завершив свой титульный рейн в 223 дня. 6 мая на Backlash, Блисс провела матч-реванш против Наи Джекс за титул; однако она потерпела неудачу и получила травму плеча во время матча.
Вскоре после потери титула, в середине мая, Блисс выиграла матч тройной угрозы против Бэйли и Микки Джеймс, заработав место в женском матче за кейс Money in the Bank, который она выиграет на турнире 17 июня. В ту же ночь Блисс использовала свой кейс на Нае Джекс и победила ее, атаковав как Джекс, так и Ронду Раузи, выиграв титул чемпионки Raw среди женщин в третий раз. На Extreme Rules Блисс сохранила титулов в поединке против Джекс, тем самым положив конец их вражде. На SummerSlam 19 августа Блисс проиграла чемпионство Ронде Раузи, завершив свой титульный рейн в 63 дня. Кроме того Блисс проиграла матч-реванш против Раузи на Hell in a Cell в следующем месяце.

### В роли управляющей (2018—2019)
В октябре 2018 Блисс и Микки Джеймс начали противостояние с членами Зала славы WWE Триш Стратус и Литой, что привело к командному матча между командами на WWE Evolution, первом в истории исключительно женском мероприятии. Однако всего за три дня до мероприятия, 25 октября, было объявлено, что Блисс снялась с матча из-за сотрясения мозга, которое она получила во время матча с Раузи на Hell in a Cell, в матче ее заменила Алисия Фокс. Также стало известно, что Блисс возьмет перерыв, чтобы залечить различные травмы, которые она получила.
Несколько недель спустя Блисс была назначена капитаном женской команды Raw на Survivor Series, однако она не принимала участия в матче. Женская команда Raw одержала победу. Следующей ночью, на эпизоде Raw от 18 ноября, Блисс была назначена главой женского ростера Raw исполняющим обязанности генерального менеджера Raw Бароном Корбином. В декабре Блисс, а также другие лица на Raw и SmackDown были сняты после того, как семья Макмэнов объявила, что они снова берут ответственность на себя.
7 января 2019 года на эпизоде Raw Блисс дебютировала в сегменте под названием «A Moment of Bliss», где она брала интервью у различных гостей в качестве ведущей. На Royal Rumble 2019 27 января, после почти пятимесячного перерыва на ринге, Блисс приняла участие в женской королевской битве, сумев выбить Эмбер Мун и Соню Девилль, позднее Блисс была выбита совместными усилиями Бэйли и Кармеллы. В апреле Блисс стала ведущей на WrestleMania 35. Следующей ночью на Raw, Блисс победила Бэйли в своем первом матче после долгого перерыва. На специальном мероприятии Shield Final Chapter Блисс объединилась с Лейси Эванс победив Дану Брук и Никки Кросс в темном поединке (прим. поединок без показа на ТВ). Вскоре после этого Блисс была объявлена участницей в поединке за женский кейс Money In The Bank. Однако по медицинским показаниям она не была допущена к поединку и поэтому была отстранена от участия в матче.

### Команда с Никки Кросс (2019—2020)
В июне 2019 Блисс возобновила свое противостояние с Бэйли после того, как выиграла матч тройной угрозы и стала претенденткой номер один на женский титул чемпионки SmackDown. На Stomping Grounds Блисс не смогла выиграть титул у Бэйли. После своего поражения, Блисс объединилась в команду с Никки Кросс, бросив вызов IIconics (Билли Кей и Пейтон Ройс) на матч за женские командные титулы, где Блисс и Кросс потерпели поражение. Блисс и Кросс бросили вызов Бэйли на поединок двое против одного на Extreme Rules, где Бэйли в очередной раз сохранила чемпионство, удержав Блисс.
На эпизоде Raw от 5 августа Блисс и Кросс выиграли женские командные титулы у IIconics в матче четырех команд на выбывание, в котором также участвовали The Kabuki Warriors (Аска и Кайри Сэйн) и Fire and Desire (Мэнди Роуз и Соня Девилль). Блисс и Кросс сохранили свои титулы против Fire и Desire на Clash of Champions. На Hell in a Cell 6 октября они проиграли титулы командных чемпионок The Kabuki Warriors после того, как Аска использовала «зеленый туман» на Никки Кросс. После матча Блисс стала фейсом, впервые за время пребывания в основном ростере. Затем их команда с Кросс была отправлена на SmackDown. На Starrcade 2019 Блисс и Кросс приняли участие в матче четырех команд за женские командные титулы, в котором победили действующие чемпионы The Kabuki Warriors. На Royal Rumble 26 января 2020 года Блисс вышла на женскую королевскую битву под первым номером, продержавшись в матче 27 минут и выбив Кайри Сэйн, Мию Йим и Челси Грин, но сама была выбита Бьянкой Белэйр.
В преддверии WrestleMania 36 Блисс и Кросс возобновили свою вражду с The Kabuki Warriors, поскольку Блисс победила Аску на эпизоде SmackDown 27 марта, заработав бой за женские командные титулы. На WrestleMania 36 Блисс и Кросс победили The Kabuki Warriors и завоевали титулы во второй раз. На следующем SmackDown они снова победили их в матче-реванше. На эпизоде Raw 18 мая Блисс и Кросс защитили свои титулы от IIconics. На эпизоде SmackDown от 6 июня Блисс и Кросс проиграли женские командные титулы команде Бэйли и Саши Бэнкс, провладев титулами 62 дня. На Backlash Блисс и Кросс не смогли вернуть титулы в поединке-реванше трех команд, в котором также участвовали IIconics.

### Сюжет с «Извергом» Брэем Уайаттом (2020—2021)
На мероприятии «Horror Show» Extreme Rules Блисс появилась во время матча между Броуном Строумэном и Брэем Уайаттом. Уайатт использовал Блисс против Строумэна, поскольку Строумэн испытывал к ней привязанность. Затем Блисс была вовлечена в сюжетную линию между Строумэном и Уайаттом, когда 31 июля на эпизоде SmackDown на нее напало альтер-эго Уайатта — «The Fiend» (букв. «Изверг»). Сюжет Блисс и «Изверга» продолжался несколько месяцев, позднее Блисс будет использовать финишер Уайатта «сестру Эбигейл».
В рамках драфта 2020 года, который прошел в октябре, Блисс и «Изверг» были отправлены на бренд Raw. Кроме того Блисс активно принимала участие в шоу Уайатта «Firefly Funny House». На Royal Rumble 2021 Блисс приняла участие в женской корлевской битве выйдя под 27-м номером, но была выбита Реей Рипли примерно через минуту нахождения на ринге. С января по март 2021 года внешность Блисс постоянно становилась темнее, также она начала постоянно вмешиваться в матчи Ортона. Эта трансформация продолжалась до матча Блисс и Ортона на Fastlane. Во время матча Блисс постоянно уворачивалась от атак Ортона, в конце матча на Ортона напал «Изверг». На WrestleMania 37 Блисс была на стороне «Изверга» в его матче против Ортона, в конце матча она отвлекла «Изверга», что позволило Ортону победить его. На следующем Raw Блисс заявила, что «Изверг» был ее наставником, но теперь она в нем больше не нуждается. Затем она представила свою новую подругу, демоническую куклу по имени Лилли.

### Различные сюжеты (2021—2023)
31 мая на эпизоде Raw Блисс начала противостояние с Шейной Бэйзлер, Бэйзлер утверждала, что Блисс была причиной того, что Бэйзлер и Ная Джекс проиграли командные титулы. На Hell in a Cell 2021 Блисс победила Бэйзлер. На эпизоде Raw от 21 июня было объявлено, что Алекса Блисс и Никки Кросс примут участие в матче отборочного турнира на Money in the Bank против Нии Джакс и Шейны Байзлер. В поединке победили Блисс и Кросс. На эпизоде Raw от 12 июля Блисс начнет короткое противостояние с Евой Мари. Матч между Блисс и Мари был анонсирован на SummerSlam 2021. На этом мероприятии Блисс победила Мари. На Extreme Rules Блисс не смогла выиграть титул чемпионки Raw среди женщин у Шарлотты Флэр, после матча Флэр разорвала куклу Лилли на части. На Elimination Chamber Блисс приняла участие в женском матче на выбывание за женский титул чемпионки Raw; устранив Лив Морган, Блисс была выбита Бьянкой Белэйр. На эпизоде Raw от 9 мая 2022 года Блисс совершила свое возвращение, победив Соню Девилль. Во время командного матча на эпизоде Raw от 18 июля Блисс впервые выиграла титул чемпиона 24/7, удержав свою бывшую напарницу Никки Эш (Кросс), после чего сразу же проиграла титул Дьюдроп. На эпизоде Raw от 31 октября Блисс и Аска победили Damage CTRL (Дакота Кай и Ийо Скай) и выиграли командные титулы среди женщин. В матче-реванше на Crown Jewel Блисс и Аска проиграли титулы Кай и Скай из-за вмешательства Никки Кросс. На WarGames Survivor Series команда Блисс, Белэйр, Аски, Линч и Мии Йим победила команду Damage CTRL (Кай, Скай и Бэйли), Кросс и Рипли в матче по правилам WarGames.
С возвращением Брэя Уайатта в WWE в конце 2022 года у Блисс начали время от времени появляться эпизоды за кулисами или моменты на ринге, прерываемые вспышками образов, связанных с Уайаттом и его новым персонажем «дядюшкой Хауди». На эпизоде Raw от 2 января 2023 года во время поединка против чемпионки Raw среди женщин Бьянки Белэйр Блисс была отвлечена мелькания изображений Уайатта на видеоэкране. После чего Блисс напала как на рефери, так и на Белэйр, в результате чего Блисс проиграла из-за дисквалификации, а Белэйр сохранила титул. Матч-реванш между ними за титул был назначен на Royal Rumble 2023. На шоу, которое прошло 28 января Блисс не смогла выиграть титул. После этого Блисс покинула шоу WWE на два года, занявшись личной жизнью и карьерой вне рестлинга.

### Возвращение после двухлетнего отсутствия (2025)
Слухи о возвращении Блисс в WWE ходили все эти два года и с новой силой появились в конце 2024 года. В январе 2025го инсайдер Майк Джонсон сообщил, что планы вернуть Блисс на премьеру RAW на Netflix 6 января не увенчались успехом из-за контрактных споров. В итоге Блисс вернулась в WWE на шоу Royal Rumble, став незаявленной участницей женской Королевской битвы. Она вышла в матч под 21-м номером, продержалась в матче около 11 минут, никого не выбила из матча, а сама была элиминирована Лив Морган. Инсайдер Майк Джонсон сообщил, что Блисс незадолго до шоу обновила условия своего контракта. На SmackDown 7 февраля Блисс победила Кэндис Лерэй в отборочном матче, квалифицировавшись в Клетку уничтожения на шоу Elimination Chamber 2025.

## Карьера в кино и на ТВ
В статусе рестлерши WWE Блисс принимала участие в 7 м сезоне шоу «Total Divas». По ходу шоу Блисс рассказывала о своем прошлом, о своём новом домашнем питомце, а также о беспокойствах по поводу будущего своего тогдашнего жениха Бадди Мёрфи в WWE.
В 2020 году Блисс снялась в клипе группы Bowling for Soup, которую ранее называла своей любимой.
В конце 2020 года Блисс вместе с другой рестлершей WWE Шарлотт Флэр, а также бывшим рестлером Девоном Дадли приняла участие в съемках ремейка популярного сериала 1980х Punky Brewster. Сериал вышел в свет на сервисе Peacock 21 февраля 2021 года, но уже в августе 2021 года был закрыт после первого же сезона
Весной 2023 года Блисс стала участницей 9 сезона шоу «Masked Singer» (Певец в маске). Она появилась в шестом выпуске, который был посвящен кантри. Блисс исполнила песню «Can’t Fight the Moonlight» от ЛиЭнн Раймс. Она была в костюме аксолотля, и выступление оказалось неудачным. Блисс, представленная под сценическим псевдонимом из WWE, покинула шоу после первого же выпуска со своим участием.
Осенью 2024 года стало известно, что Блисс озвучила для англоязычного проката роль рестлерши Маки Уеды в сериале «Злодейская королева» (Queen of Villains), посвященном жизни и карьере японской рестлерши Дамп Мацумото. Проект снимало японское отделение Netflix, премьера состоялась 19 сентября.
В январе 2025 года стало известно, что Блисс озвучит персонажа Обигуро в аниме Дни Сакамото («Sakamoto Days»). Премьера проекта на ТВ Токио и других площадках назначена на 11 января.

## Личная жизнь
Кауфман является страстной поклонницей Диснея с трёхлетнего возраста, вместе с семьёй она ежегодно посещала тематические парки Walt Disney World, несмотря на их низкий доход в то время. Блисс любит косплей, что вдохновило её на многие наряды, например: Фредди Крюгер, Харли Квинн, Железный человек, Загадочник, Супергёрл и Чаки. Она назвала Триш Стратус и Рей Мистерио людьми, которые оказали значительное влияние на неё.
Ранее Кауфман была в отношениях с профессиональным рестлером Мэтью Адамсом, более известным на ринге под именем Бадди Мерфи, ныне известным под именем Бадди Мэтьюз. Они разошлись в 2018 году, но остались друзьями. У Блисс был домашний поросёнок по имени Ларри-Стив, поросёнок умер 25 мая 2021 года.
В феврале 2020 года Кауфман начала встречаться с музыкантом Райаном Кабрерой. Пара поженилась 9 апреля 2022 года в Палм-Дезерт, Калифорния, после чего она взяла фамилию мужа — Кабрера.
В марте 2023 года Кауфман сообщила, что у неё был базальноклеточный рак кожи, вызванный использованием оборудования для загара.
В мае 2023 года Кауфман сообщила, что ждёт своего первого ребёнка. 27 ноября 2023 года у них родилась дочь, Хендрикс Руж Кабрера.

## В рестлинге

### Любимые приёмы
- Завершающие приёмы
  - Bliss-DDT
  - Sparkle Splash[133] / Twisted Bliss[134] (круговое лунное сальто)[135]
- Коронные приёмы
  - Chokehold STO против набегающего соперника[136][137]
  - Diving somersault evasion
  - Glitter Blizzard[138] (Leg trap sunset flip powerbomb)[139][140]
  - Glitz Flip[135][137] / Insult To Injury[141] (Лунное сальто стоя с двойным дропом на колено)[142][143]
  - Keylock[144]
  - Legsweep[142][145]
  - Модифицированный neck wrench[137][146]
  - Over the shoulder arm drag[144]
  - Tilt-a-whirl headscissors takedown,[147][148]
- Менеджеры
  - Блэйк и Мёрфи[146]
- Была менеджером рестлеров
  - Блэйк и Мёрфи[149]
- Музыкальные темы
  - «Bling Bling» от Billy Sherwood & Marc Ferrari[150] (NXT; 8 мая 2014 — 25 сентября 2014)
  - «Blissful» от CFO$[151] (NXT; 25 сентября 2014 — 13 мая 2015)
  - «Opposite Ends of the World» от CFO$[152] (NXT; 20 мая 2015 — 18 мая 2016; использовалась во время работы менеджером Блэйка и Мёрфи)
  - «Spiteful» от CFO$[153] (NXT/WWE; 18 ноября 2015—н. в.)
  - «The Evil Is Mine» от def rebel (WWE; 12 июля 2021- н. в.)
- Прозвища
  - «The Goddess of WWE»
  - «Little miss Bliss»
  - "Five Feet of Fury"
  - "Goddess in the Bank"
  - "The Harley Quinn of WWE"

## Титулы и достижения
- Pro Wrestling Illustrated
  - № 3 в списке 50 лучших женщин-рестлеров 2017 года[154]
- WWE
  - Женский Money in the Bank (2018)
  - Чемпион WWE среди женщин Raw (3 раза)[155]
  - Чемпион WWE среди женщин SmackDown (2 раза)[156][157]
  - Женская командная чемпионка WWE (3 раза) — с Никки Кросс (1), с Аской (1) и с Шарлотт Флэр (1 раз, действующие)
  - Чемпион 24/7 WWE (1 раз)[158]